# Londoner Flottenvertrag
Der Londoner Flottenvertrag, im Original Treaty for the Limitation and Reduction of Naval Armament, ist ein Vertrag zwischen Großbritannien, dem Japanischen Kaiserreich, Frankreich, Italien und den Vereinigten Staaten. Er wurde am 22. April 1930 unterzeichnet sowie am 27. Oktober 1930 von allen Parteien ratifiziert und an die Liga der Nationen übergeben. Er regulierte die U-Boot-Kriegsführung und limitierte den Schiffbau.

## Vertragsinhalt
Ziel des Vertrages war es, ein Flottenaufrüsten zu verhindern, wie jenes, das zum Ersten Weltkrieg führte. Das Gewicht der U-Boote wurde auf 2.000 Tonnen begrenzt. U-Boot-Kanonenkaliber wurden auf 115 mm begrenzt. Der Vertrag klärte erstmals den Unterschied zwischen Leichten Kreuzern und Schweren Kreuzern und begrenzte letztere. Die Begrenzung der Schiffe fand hinsichtlich Anzahl und Gesamttonnage statt. Großbritannien durfte über 15 Schwere Kreuzer mit einer Tonnage von 147.000 Tonnen verfügen, die USA über 18 Schwere Kreuzer mit einer Tonnage von 180.000 und Japan über 12 Schwere Kreuzer mit einer Gesamttonnage von 100.450 Tonnen. Für Leichte Kreuzer gab es nur Gesamttonnagebegrenzungen (Großbritannien 192.000 t, USA 143.500 t, Japan 100.450 t). Zerstörer wurden als Schiffe mit einer Tonnage von unter 1.850 t und einer Bewaffnung mit einem Kaliber von unter 130 mm definiert. Amerika und Großbritannien durften über Zerstörer bis zu einer Gesamttonnage von 150.000 t und Japan bis zu 105.500 t verfügen. In Artikel 22 wurde geregelt, dass für U-Boote internationales Recht genauso gilt wie für andere Kriegsschiffe. Auch wurde geregelt, dass Widerstand leistende Handelsschiffe ohne Rücksicht auf die Sicherheit von Crew und Passagieren versenkt werden durften.

## Japanische Innenpolitik
Der Vertrag wurde für Japan als unvorteilhaft angesehen und es kam zu einer innenpolitischen Krise als die Admiralität gegen den Vertrag und das Marineministerium opponierte. Es folgte ein Attentat auf Premierminister Hamaguchi Osachi durch einen Nationalisten. Anschläge auf Parteipolitiker und Liberale hielten danach jahrelang an und auf der Zweiten Londoner Flottenkonferenz 1935 konnte sich die japanische Delegation mit ihrer Forderung nach Flottenparität nicht durchsetzen und schied dann ganz aus dem Vertragssystem aus.